# نیروی کار (کارکنان)
نیروی کار (به انگلیسی: Workforce, labour force) به مجموع نیروی کار ماهر یا آموزش‌دیده، در وضعیت استخدام گفته می‌شود. این عنوان معمولاً برای توصیف افرادی که برای یک شرکت یا صنعت کار می‌کنند، استفاده می‌شود. اگرچه، می‌تواند برای یک منطقه جغرافیایی مانند یک شهر، استان یا کشور نیز کاربرد داشته باشد. علاوه بر اینها، ممکن است به معنی همهٔ کسانی باشد که برای کار در دسترس هستند.